# 1758
سنة 1758 هي سنة بسيطة بدات يوم الأحد حسب التقويم الغريغوري، ويوم الخميس حسب التقويم اليولياني البطا بأحد عشر يوما

## أحداث
- تأسيس مدينة كابيماس وتقع حاليا في فنزويلا.
- 12 يوليو - حرب السنوات السبع - حرب الفرنسيين والهنود: جيمس وولف يبدا هجومه وحصاره على لويسبرغ في نوفا سكوتيا.

## مواليد
- 3 فبراير – فاسيلي فاسيليفيتش كابنيست، شاعر وكاتب مسرحي أوكراني (توفي عام 1823)
- 10 فبراير – أماليا هولست، كاتبة ومفكرة ونسوية ألمانية (توفيت 1829)
- 4 أبريل – بيير بول برودون، رسام فرنسي (توفي عام 1823)
- 28 أبريل – جيمس مونرو، الرئيس الخامس للولايات المتحدة (توفي عام 1831)
- 6 مايو – ماكسميليان روبسبيار، زعيم ثوري فرنسي (توفي عام 1794)
- 5 أغسطس – إمبراطور اليابان غو-موموزونو (توفي عام 1779)
- 14 أغسطس – كارل فرنيه، رسام فرنسي (توفي عام 1835)
- 10 سبتمبر – هانه ويبستير فوستير، روائي أمريكي (توفي عام 1840)
- 20 سبتمبر – جان جاك ديسالين، زعيم الثورة الهايتية (توفي عام 1806)
- 21 سبتمبر – دي ساسي، عالم لغات ومستشرق فرنسي (توفي عام 1838)
- 29 سبتمبر – هوراشيو نيلسون، أدميرال بريطاني (توفي عام 1805)
- 11 أكتوبر – هاينريش أولبرز، عالم فلك ألماني (توفي عام 1840)
- 16 أكتوبر – نوح وبستر، معجميّ أمريكي (توفي عام 1843)
- 25 نوفمبر – جون آرمسترونغ الابن، رجل دولة وجندي أمريكي (توفي عام 1843)

### تواريخ غير معروفة
- جامفيل غياتسو، دالاي لاما التبت الثامن (توفي عام 1804)
- تشارلز لي، مدعي عام الولايات المتحدة (توفي عام 1815)

### تاريخ محتمل
- كاميهاميها الأول، ملك هاواي (توفي حوالي عام 1819)

## وفيات
- 2 مارس - جوناثان إدواردز، وزير أمريكي (ولد عام 1703)
- 3 مايو – بندكت الرابع عشر، بابا الكنيسة الكاثوليكية (ولد عام 1675)
- 12 يونيو – أمير بروسيا أوغست فيلهلم البروسي، (ولد عام 1722)
- 2 أغسطس – باربارا من البرتغال، أميرة البرتغال وملكة إسبانيا (ولدت عام 1711)
- 14 أكتوبر - فيلهلمينه بروسيا، ابنة فريدرش فيلهلم الأول ملك بروسيا (ولدت عام 1709)
- 5 نوفمبر – هانز أجد، مبشر لوثري نرويجي (ولد عام 1686)